# Crypturellus berlepschi
El tinamú tizón o tinamú (o Inambú) de Berlepsch (Crypturellus berlepschi) es una especie de ave tinamiforme de la familia Tinamidae, que se encuentra en los bosques húmedos del noroeste de Colombia y Ecuador.
Este animal lleva el nombre de Hans von Berlepsch en su memoria.

## Descripción
El tinamú de Berlepsch es de un color entre gris y marrón con manchas rojizas en la corona y la nuca. Posee un tamaño de entre 29 y 32 cm. La hembra es algo más pesada (512-615 g) que el macho (430-527 g).

## Rango y hábitat
Habita en el bosque húmedo de tierras bajas en las regiones tropicales y subtropicales. También ha demostrado que puede sobrevivir en los bosques que han sido talados. Está establecido en el noroeste de Colombia, y de Ecuador.